# Faramea glaziovii
Faramea glaziovii är en måreväxtart som beskrevs av Johannes Müller Argoviensis. Faramea glaziovii ingår i släktet Faramea och familjen måreväxter. Inga underarter finns listade i Catalogue of Life.